# De Dion-Bouton Type CD
Der De Dion-Bouton Type CD ist ein Pkw-Modell aus der Anfangszeit des 20. Jahrhunderts. Hersteller war De Dion-Bouton aus Frankreich.

## Beschreibung
Die Zulassung durch die nationale Zulassungsbehörde erfolgte am 28. September 1909. Vorgänger war der Type BN.
Der De-Dion-Bouton-Einzylindermotor hat 100 mm Bohrung, 120 mm Hub, 942 cm³ Hubraum, war damals in Frankreich mit 8 Cheval fiscal (Steuer-PS) eingestuft und leistet etwa genauso viel PS. Er ist vorne im Fahrgestell montiert und treibt über ein Dreiganggetriebe und eine Kardanwelle die Hinterräder an. Der Wasserkühler ist direkt vor dem Motor hinter einem deutlich sichtbaren Kühlergrill.
Die Basis bildet ein Pressstahlrahmen. Der Radstand beträgt 1950 mm, die Spurweite 1174 mm. Die Vorderräder haben zehn Speichen, die Hinterräder zwölf. Die Fahrzeuge waren je nach Ausführung 2900 mm oder 3350 mm lang. Die Höchstgeschwindigkeit betrug 45 km/h.
Bekannt sind Aufbauten als Doppelphaeton und Coupé.
Das Modell wurde zwölf Monate lang produziert. Nachfolger wurde der Type CP, der am 15. September 1910 seine Zulassung erhielt.